# Huron River Manufacturing Company
Huron River Manufacturing Company war ein US-amerikanischer Hersteller von Automobilen.

## Unternehmensgeschichte
Das Unternehmen aus Ann Arbor in Michigan stellte von 1911 bis 1912 Automobile her. Der Markenname lautete Ann Arbor. Die Star Motor Car Company zog Ende 1912 in das Werk, um dort Nutzfahrzeuge herzustellen.

## Fahrzeuge
Die Fahrzeuge waren konzipiert für Farmer und Händler. Sie boten Platz für zwei bis acht Personen auf bis zu drei Sitzreihen. Die hinteren Sitze konnten zum Warentransport leicht entfernt werden. Ein Zweizylinder-Frontmotor trieb die Fahrzeuge an. Im ersten Jahr gab es eine gewöhnliche Motorhaube und 1912 eine auffallend kurze. Die Höchstgeschwindigkeit war mit 40 km/h angegeben. Der Radstand des Fahrgestells betrug 254 cm.